# Catoxyethira pougoueae
Catoxyethira pougoueae är en nattsländeart som beskrevs av Francois-Marie Gibon 1993. Catoxyethira pougoueae ingår i släktet Catoxyethira och familjen smånattsländor. Inga underarter finns listade i Catalogue of Life.